# 薬王菩薩

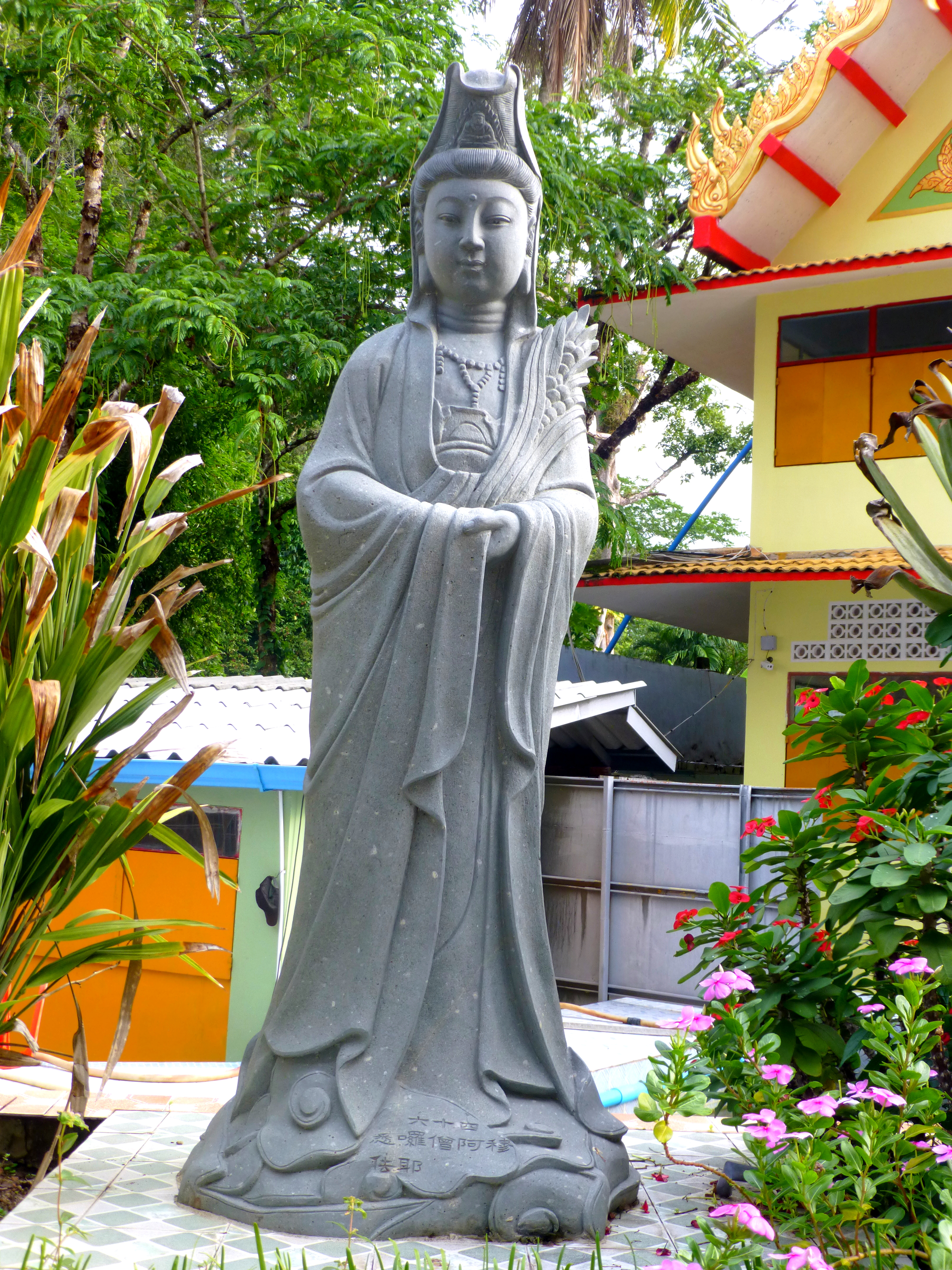
薬王菩薩の石像、タイソンクラー県

薬王菩薩（やくおうぼさつ、梵: Bhaiṣajyarāja）とは、仏教で信仰される菩薩の一尊。薬上菩薩とともに釈迦如来の脇侍として付き従う。また阿弥陀如来の二十五菩薩にも数えられる。
薬上菩薩とは兄弟であったとされ、人々に薬を与えた功徳により双方が菩薩になる事が出来たという。
一般的には薬壷と薬草を手に持つ姿で現される。

## 法華経
法華経・薬王菩薩本事品では、薬王菩薩の前世は、一切衆生喜見菩薩といい日月浄明徳如来（仏）の弟子だった。この仏より法華経を聴き、楽（ねが）って苦行し、現一切色身三昧を得て、歓喜して仏を供養し、ついに自ら香を飲み、身体に香油を塗り焼身した。諸仏は讃嘆し、その身は1200歳まで燃えたという。命終して後、また同じ日月浄明徳如来の国に生じ、浄徳王の子に化生して大王を教化した。再びその仏を供養せんとしたところ、仏が今夜に般涅槃することを聞き、仏より法及び諸弟子、舎利などを附属せられた。仏入滅後、舎利を供養せんとして自らの肘を燃やし、7万2千歳に渡って供養したという。
妙荘厳王本事品では、昔、雲雷宿王華智如来の出世時に、妙荘厳王と浄徳夫人に、浄蔵と浄眼の二子があり、浄蔵が今の薬王菩薩、浄眼が今の薬上菩薩、それぞれの前世であることを説いている。

## 観薬王薬上二菩薩経
過去世、瑠璃光照如来が出世し、そして入滅した時、日蔵比丘が出でた。日蔵は聡明で諸の大衆のために大乗の平等大慧を説いたが、その時に衆生の中に、星宿光、電光明という兄弟の長者がいて、共に説法を聴き、歓喜心を生じ、日蔵比丘や大衆に諸薬などを供養し梵行を修し、大菩提心を起した。その時の星宿光が今の薬王、電光明が薬上である、と釈迦仏が明かした。釈迦仏は弥勒菩薩に、彼ら兄弟は未来に浄眼・浄蔵という如来になるであろうと告げた。

## その他
また他の経典では、薬王菩薩は未来成仏して、楼至如来になるともいう。
なお、日蓮あるいは、日蓮を本仏とする宗派や教団においては、天台智顗、伝教最澄の本地を、薬王と薬上であると定め、法華経の本・迹の二門から判じて、智顗と最澄を像法時における迹化の菩薩とし、末法における本化は地涌の菩薩、つまり日蓮にその業績を譲ったと定めている。